# Portals
Portals (estilizado en mayúsculas) es el tercer álbum de estudio de la cantautora estadounidense Melanie Martinez. El álbum fue lanzado el 31 de marzo de 2023 por Atlantic Records. Sirve como tercera entrega de su proyecto de trilogía, representado la muerte y reencarnación de Cry Baby. Fue promocionado con los sencillos «Death» y «Void» lanzados en marzo de 2023.  Después de su segunda obra maestra extendida "After School", el 25 de septiembre de 2020, pasó por una pausa que duró casi tres años hasta principios de febrero de 2023. Mostró fragmentos de canciones junto con fotos y videos misteriosos y etéreos en su Instagram. a partir del 18 de febrero de 2023, de su entonces desconocido proyecto musical. El 22 de febrero de 2023, reveló el título del álbum y la fecha de lanzamiento, junto con un video de 24 segundos llamado “THE HATCHING” en su Instagram, y un día después, reveló su portada. El 17 de marzo de 2023 se lanzó el primer sencillo, “DEATH”, acompañado de un visualizador. Ese mismo día, reveló la lista de canciones del álbum en Instagram junto con un enlace a una revelación de la letra de su sitio web oficial que revelaría la letra de cada canción diariamente. El 29 de marzo de 2023, Melanie lanzó por sorpresa un segundo sencillo, “VOID”, con un vídeo de solo audio. Más tarde ese día, habló sobre los temas del álbum en una publicación de Instagram. Todas las canciones de este álbum están basadas en libros de terapia de regresión a vidas pasadas que he estado leyendo durante algunos años, particularmente la fase intermedia entre la muerte y la vida. Todos ellos disfrazados con temas terrenales para darle un doble/triple significado, para crear una frecuencia con la que los humanos puedan identificarse mientras aún están aquí en la tierra. Además cuenta con grandes éxitos musicales aparte de los principales sencillos, añadiendose como tercer sencillo musical la canción "EVIL", los éxitos que no son sencillos son "TUNNEL VISION", "SPIDER WEB", "THE CONTORTIONIST" y "NYMPHOLOGY", El 5 de abril de 2023 se lanzó la edición de lujo del álbum, con tres canciones exclusivas. Los fanáticos esperaban mucho que “Sirens” se lanzara en la edición estándar de PORTALS, pero en su lugar simplemente se llamó “MILK OF THE SIRENS”. Melanie reelaboró y terminó la pista y la incluyó en la lista de canciones de lujo. El día 12 de junio de 2023, se lanzó el video musical del exitoso sencillo musical "Void" y el día 10 de mayo en el concierto "THE TRILOGY TOUR" reveló el video musical de "LIGHT SHOWER".

## Antecedentes
Después de lanzar su segundo álbum de estudio, con una película musical del mismo nombre en 2019, Martínez lanzó su cuarto extended play, After School (2020), que sirvió como edición de lujo para el segundo álbum de estudio. Sin embargo, el extended play no está conectado a la película musical en términos de la línea de tiempo.
Tras dos años de pausa musical, Martínez comenzó a archivar todas sus publicaciones de Instagram y anunció el próximo álbum el 18 de febrero de 2023. La cantante también ha publicado un fragmento de doce segundos en Spotify.

## Composición

### Géneros y temas
Portals es principalmente un álbum alternativo, art pop y art rock con elementos de dark pop y R&B. A lo largo del álbum, Martínez hace gala de composiciones "pop-rock", ritmos de batería y filtros de voz". El tema principal del álbum gira en torno a la idea de un ciclo interminable de vida y muerte y fue descrito como "de otro mundo y extraterrestre".  Martinez adopta la forma de su alter ego Cry Baby (establecido en sus anteriores álbumes Cry Baby y K-12), que renace como una "criatura de piel rosada y cuatro ojos que está atrapada entre la Tierra y el más allá".

### Música y contenido
El álbum comienza con "Death" que "reintroduce su nuevo concepto" para el álbum. La canción comienza con la frase "Death is life is death is life" mientras que la respiración pesada y pasos rápidos se utilizan al principio de la canción.  La canción da paso a "Void" que utiliza un sonido más suave de "ambiente etéreo" y funciona como una "historia de estar en el vacío [...] entre la vida y la muerte" mientras Martínez también habla de sus inseguridades.  Le sigue "Tunnel Vision", que fue comparada con "Strawberry Shortcake" de K-12. La canción tiene "voces misteriosas en capas" y se convierte en "una canción pop más tradicional" en la que Martínez canta sobre su sexualización excesiva.  "Faerie Soirée" es una "intrincada balada alt-pop". Es similar a la siguiente canción, "Light Shower", en la que Martinez utiliza sonidos "simplificados y despojados".
"Spider Web" tiene una melodía de xilófono y describe una adicción a las redes sociales a través de "imágenes de arañas y de estar atrapado en la telaraña". La canción hace una transición perfecta a "Leeches", que fue descrita como una balada "babosa y superficial".  En "Battle of the Larynx", Martinez aborda acusaciones hechas contra ella. La canción fue comparada con música rock con un "riff de guitarra de tono fuzz y ritmo enfático" y se desvanece en las olas del océano.  "The Contortionist" tiene una estructura pop tradicional con un "conjunto de elementos orquestales, creando una sinfonía pop". "Moon Cycle" , una canción que aborda el tema de la menstruación.
"Nymphology" es una canción pop con un clímax caótico. En la canción, Martinez compara a las ninfas de la mitología griega con "los hombres, las redes sociales y la industria musical", que encasillan a las "personas con apariencia femenina" y "las utilizan para su propio placer o beneficio y las descartan". A esta canción le sigue "Evil", que se consideró una de las más destacadas del álbum.  Martínez canta sobre el empoderamiento, la "manipulación emocional de una pareja anterior" y la "comprensión de estar en una relación tóxica".  El álbum termina con "Womb", que es una metáfora del renacimiento musical de Martínez y vuelve a la frase "Life is death is life is death" ("La vida es muerte, la vida es muerte"). La canción también vuelve directamente a "Death" si se repite.

## Promoción
El vídeo teaser mostraba un hongo en un bosque brumoso y onírico, con la frase «RIP Crybaby» grabada en su tallo (en mayúsculas), acompañada de un fragmento de una nueva canción. Varios teasers más fueron publicados durante los días siguientes en todas sus plataformas de redes sociales, representando los «temas de renacimiento, embriones en crecimiento y huevos incubándose en bosques».
El 22 de febrero de 2023, subió un teaser de un minuto de duración «de sí misma saliendo de un huevo como una criatura rosa, de estilo marino profundo». El teaser también incluía el nombre del álbum y la fecha de lanzamiento. Su sitio web oficial también se actualizó, mostrando la portada del álbum, y la mercancía para el álbum se puso a disposición del público para pre-orden. Antes de lanzar el sencillo principal del álbum, Martínez reveló el título del disco a través de su página web oficial.
En las semanas previas al lanzamiento del álbum, Martínez estrenó varias canciones del álbum en Sudamérica. Actuó en los tres festivales Lollapalooza sudamericanos, así como Festival Estéreo Picnic y un concierto en solitario en Santiago.

### Sencillos
En marzo de 2023, Martínez subió un post a Instagram en el que aparecía un mensaje críptico y una foto en la que se veía al personaje alter ego alienígena rosa «emergiendo de una forma humana boca abajo». El post también mostraba una letra, una fecha de lanzamiento y el título de «Death», el sencillo principal del álbum, que saldrá a la venta el 17 de marzo de 2023. El sencillo fue escrito y producido por Martinez, con CJ Baran como coproductor. «Void» fue lanzado digitalmente como el segundo sencillo del álbum el 29 de marzo de 2023, y fue enviado a  la radio alternativa en los Estados Unidos el 11 de abril de 2023.

## Recepción crítica
El escritor de Rolling Stone Tomás Mier elogió el uso de un nuevo alter ego por parte de Martínez, señalando que utilizó «ese personaje para ofrecer sus letras más introspectivas y sonidos que se mueven fuera de su zona de confort sónico». Calificó el álbum como un «disco maduro e inventivo sin esfuerzo», diciendo que «la reintroduce como una artista sin miedo a empezar de cero y abordar ideas complejas y difíciles». La escritora de Brig Newspaper Emma Victoria Jenky calificó el álbum de «innegablemente auténtico» y añadió que es «emocionante verla desarrollar sus habilidades en la producción y recibir crédito por sus geniales ideas».
Emma Herold, escritora de The Cavalier Daily, elogió el álbum calificándolo como una «declaración de renacimiento» para Martínez. Señaló que si bien hay «elementos reconocibles del sonido de Martínez como la síncopa y la rima clásica», también sintió que había una buena combinación de nuevos sonidos incluyendo «synth pop y un tono más áspero, grunge y oscuro».
El escritor de The Line of Best Fit Sam Franzini elogió el contenido lírico del álbum y lo comparó con sus trabajos anteriores, señalando que los «temas son más oscuros y parecen más reales en comparación con sus anteriores canciones laqueadas en metáforas». Sin embargo, opinó que aunque su reinvención era «fantástica e imaginativa», no estaba a la altura de sus trabajos anteriores. Por el contrario, David Smyth, redactor del Evening Standard, calificó el álbum con tres estrellas y criticó el contenido lírico de Martínez, afirmando que era «comparativamente escaso» y que «para la experiencia completa de Martínez, el álbum no es suficiente».

## Recepción comercial
En Estados Unidos, Portals debutó en el n.º 2 del Billboard 200, con 142.000 unidades equivalentes de álbumes (99.000 ventas puras y 60,58 millones de transmisiones) en su primera semana, convirtiéndose en el debut con mayores ventas de una solista femenina en 2023. Se convirtió en su tercer álbum en el top-10 y el más vendido de su carrera.
En Australia, el álbum debutó en el n.º 1 de Australian Albums Chart, convirtiéndose en su primer álbum número uno en el país.

## Lista de canciones
| Edición estándar |                        |                    |             |          |  |
| N.º              | Título                 | Escritor(es)       | Producer(s) | Duración |  |
| 1.               | «Death»                | Melanie Martinez   | Martinez    | 5:06     |  |
| 2.               | «Void»                 | Martinez           | Martinez    | 4:07     |  |
| 3.               | «Tunnel Vision»        | Martinez           | Baran       | 4:44     |  |
| 4.               | «Faerie Soirée»        | Martinez           | Martinez    | 2:43     |  |
| 5.               | «Light Shower»         | Martinez           | Martinez    | 4:27     |  |
| 6.               | «Spider Web»           | Martinez           | Baran       | 3:03     |  |
| 7.               | «Leeches»              | Martinez           | Baran       | 3:20     |  |
| 8.               | «Battle of the Larynx» | Martinez           | Baran       | 5:28     |  |
| 9.               | «The Contortionist»    | Martinez           | Baran       | 3:20     |  |
| 10.              | «Moon Cycle»           | Martinez           | Baran       | 2:32     |  |
| 11.              | «Nymphology»           | Martinez           | Baran       | 5:06     |  |
| 12.              | «Evil»                 | Martinez           | Baran       | 4:06     |  |
| 13.              | «Womb»                 | Martinez Omer Fedi | Baran       | 3:31     |  |
| 51:33            |                        |                    |             |          |  |

| Apple Music edition (bonus video) |                |          |  |
| N.º                               | Título         | Duración |  |
| 14.                               | «The Hatching» | 1:01     |  |

| Deluxe edition |                     |             |          |  |
| N.º            | Título              | Producer(s) | Duración |  |
| 14.            | «Powder»            | Baran       | 3:58     |  |
| 15.            | «Pluto»             | Baran       | 3:01     |  |
| 16.            | «Milk of the Siren» | One Love    | 4:25     |  |
| 62:57          |                     |             |          |  |

## Personal
Músicos
- Melanie Martinez - voz (todos los temas); programación (temas 1, 2, 4, 5)
- CJ Baran - programación, sintetizador (pistas 1, 3, 7-12); guitarra (pistas 1, 8, 11, 12)
- Rhys Hastings - batería (pistas 1, 2, 8, 10, 13)
- Martin Kutnar - violonchelo (pistas 1, 7, 9, 11)
- Matej Mihaljević - violín (pistas 1, 7, 9, 11)
- One Love - programación, sintetizador (pista 3)
- Pearl Lion: guitarra (pista 10)
- Nick Long - guitarra (pista 11)
- Ilan Rubin - batería (pista 12)

Técnicos
- Emerson Mancini - masterización
- Mitch McCarthy - mezcla
- CJ Baran - ingeniería
- Michael Keenan - ingeniería (5)

## Posicionamiento en listas
| Lista (2023)                                                | Mejor posición |
| ----------------------------------------------------------- | -------------- |
| Australia (ARIA)                                            | 1              |
| Austria (Ö3 Austria)                                        | 11             |
| Bélgica (Ultratop flamenca)                                 | 14             |
| Bélgica (Ultratop valona)                                   | 15             |
| Canadá (Billboard Canadian Albums)                          | 3              |
| Croacia (HDU)                                               | 4              |
| Países Bajos (Album Top 100)                                | 8              |
| Finlandia (Suomen Virallinen Lista)                         | 16             |
| Francia (SNEP)                                              | 30             |
| Alemania (Offizielle Top 100)                               | 4              |
| Hungría (MAHASZ)                                            | 11             |
| Islandia (Plötutíðindi)                                     | 20             |
| Irlanda (OCC)                                               | 3              |
| Italia (FIMI)                                               | 20             |
| Lituania (AGATA)                                            | 7              |
| Nueva Zelanda (Recorded Music NZ)                           | 1              |
| Noruega (VG-lista)                                          | 22             |
| Portugal (AFP)                                              | 4              |
| Escocia (Scottish Albums Chart)                             | 3              |
| España (PROMUSICAE)                                         | 8              |
| Suecia (Sverigetopplistan)                                  | 28             |
| Suiza (Schweizer Hitparade)                                 | 23             |
| Reino Unido (UK Albums Chart)                               | 2              |
| Estados Unidos (Billboard 200)                              | 2              |
| Estados Unidos (Top Alternative Albums)                     | 1              |
| Estados Unidos US Top Rock & Alternative Albums (Billboard) | 1              |
| Estados Unidos (Top Tastemaker Albums)                      | 1              |

## Historial de lanzamientos
| Región         | Fecha               | Formato(s)       | Edición                    | Discográfica | Ref.          |
| -------------- | ------------------- | ---------------- | -------------------------- | ------------ | ------------- |
| Varios         | 31 de marzo de 2023 | CD               | Standard                   | Atlantic     | [ 62 ] [ 32 ] |
| Estados Unidos | 31 de marzo de 2023 | Vinyl LP         | Target exclusive           | Atlantic     | [ 63 ]        |
| Estados Unidos | 31 de marzo de 2023 | Vinyl LP         | Urban Outfitters exclusive | Atlantic     | [ 64 ]        |
| Estados Unidos | 31 de marzo de 2023 | Vinyl LP         | Walmart exclusive          | Atlantic     | [ 65 ]        |
| Varios         | 5 de abril de 2023  | Descarga digital | Deluxe                     | Atlantic     | [ 66 ] [ 67 ] |